# Morti l'8 ottobre
| Questa pagina contiene informazioni ricavate automaticamente dalle voci biografiche con l'ausilio del template Bio e di un bot. L'aggiornamento è periodico e automatico e ricostruisce completamente la pagina. Se manca una persona in questa lista, sei pregato di non aggiungerla, ma accertati piuttosto che la sua voce biografica contenga il template Bio e che i dati anagrafici siano correttamente compilati. Se il template Bio manca, inseriscilo tu stesso o, in alternativa, metti l'avviso {{tmp\|Bio}} che ne segnala la mancanza. Se i dati riportati sono sbagliati, correggi direttamente la voce biografica; le modifiche saranno visibili in questa lista entro pochi giorni. Per chiarimenti vedi il progetto biografie. La lista contiene solo le 498 persone che sono citate nell'enciclopedia e per le quali è stato implementato correttamente il template Bio. Pagina aggiornata al 17 ago 2025. |

## IV secolo(1)
- 391 - Felice di Como, vescovo e santo romano

## X secolo(1)
- 923 - Pilgrim I di Salisburgo, arcivescovo cattolico tedesco

## XI secolo(1)
- 1060 - Ugo V di Lusignano, nobile

## XII secolo(1)
- 1184 - Agnese di Hohenstaufen, principessa tedesca

## XIII secolo(5)
- 1216 - Al-Zahir Ghazi, curdo (n. 1172)
- 1230 - Alberto Calvi da Cilavegna, vescovo cattolico italiano
- 1233 - Ugo Canefri, religioso italiano
- 1286 - Giovanni I di Bretagna, francese (n. 1217)
- 1291 - Enrico I di Werle, principe

## XIV secolo(5)
- 1301 - Marzio da Pieve di Compresseto, francescano italiano (n. 1210)
- 1317 - Fushimi, imperatore giapponese (n. 1265)
- 1354 - Cola di Rienzo, politico e militare italiano (n. 1313)
- 1370 - Gherardo Rangoni, politico e condottiero italiano
- 1396 - Brandolino III Brandolini, condottiero italiano

## XV secolo(7)
- 1404 - Pedro Serra, cardinale spagnolo
- 1408 - Jean d'Armagnac, cardinale francese
- 1420 - Juan Martínez de Murillo, cardinale spagnolo
- 1420 - Carlos Jordán de Urriés y Pérez Salanova, cardinale spagnolo
- 1422 - Amedeo di Montmayeur, vescovo cattolico francese
- 1436 - Giacomina di Hainaut, nobile francese (n. 1401)
- 1452 - Boleslao II di Teschen, duca

## XVI secolo(6)
- 1535 - Blasco Lanza, nobile, avvocato e politico italiano (n. 1466)
- 1565 - Alessandro di Sassonia, principe tedesco (n. 1554)
- 1580 - Carlo Belleo, filosofo italiano
- 1580 - Hieronymus Wolf, umanista e storico tedesco (n. 1516)
- 1586 - Michel Varro, giurista e fisico svizzero (n. 1542)
- 1591 - François de Châtillon, militare francese (n. 1557)

## XVII secolo(18)
- 1606 - Giovanni VI di Nassau-Dillenburg, conte olandese (n. 1536)
- 1611 - Pierre de L'Estoile, francese (n. 1546)
- 1613 - Sebastián de Covarrubias, lessicografo, crittografo e presbitero spagnolo (n. 1539)
- 1619 - Francesco Vendramin, cardinale e patriarca cattolico italiano (n. 1555)
- 1634 - Francesco Giulio di Sassonia-Lauenburg, nobile tedesco (n. 1584)
- 1635 - Lotario Conti, II duca di Poli e Guadagnolo, nobile, militare e diplomatico italiano
- 1647 - Christen Sørensen Longomontanus, astronomo danese (n. 1562)
- 1649 - Lorenzo Tramalli, vescovo cattolico e diplomatico italiano (n. 1577)
- 1651 - Anna Caterina Vasa, principessa svedese (n. 1619)
- 1652 - John Greaves, astronomo, matematico e antiquario britannico (n. 1602)
- 1656 - Giovanni Giorgio I di Sassonia, principe (n. 1585)
- 1670 - Lorenzo Nomis di Valfenera e Castelletto, politico italiano (n. 1590)
- 1672 - Johan Nieuhof, viaggiatore, esploratore e disegnatore olandese (n. 1618)
- 1690 - Vitaliano VI Borromeo, nobile, militare e mecenate italiano (n. 1620)
- 1690 - Thomas Edlinger, liutaio austriaco
- 1694 - Giovanna Maria di Monaco, principessa monegasca (n. 1645)
- 1697 - Wenzel Ferdinand Popel von Lobkowitz, diplomatico austriaco (n. 1654)
- 1699 - Mary Beale, pittrice inglese (n. 1633)

## XVIII secolo(22)
- 1703 - Tomás Marín de Poveda, generale spagnolo (n. 1650)
- 1708 - Jacopo Antonio Morigia, cardinale e arcivescovo cattolico italiano (n. 1633)
- 1710 - Georg Benedikt von Ogilvy, generale boemo (n. 1651)
- 1721 - Armand Bazin de Besons, arcivescovo cattolico e politico francese (n. 1654)
- 1728 - Marthe Le Rochois, soprano e insegnante francese
- 1728 - Anne Danican Philidor, compositore e oboista francese (n. 1681)
- 1730 - Carlo Ferdinando Lodron, presbitero italiano (n. 1663)
- 1731 - Praskov'ja Ivanovna Romanova, principessa russa (n. 1694)
- 1732 - Antonio Vaira, vescovo cattolico italiano (n. 1649)
- 1735 - Jean Baptiste Martin, pittore, decoratore e disegnatore francese (n. 1659)
- 1735 - Yongzheng, imperatore cinese (n. 1678)
- 1754 - Henry Fielding, scrittore, drammaturgo e giornalista inglese (n. 1707)
- 1757 - Cristiana Sofia Carlotta di Brandeburgo-Bayreuth, principessa (n. 1733)
- 1768 - Anna Folkema, incisore, grafica e miniaturista olandese (n. 1695)
- 1768 - Pierre-Simon Fournier, incisore e tipografo francese (n. 1712)
- 1768 - Pierre-Joseph Thoulier d'Olivet, grammatico, traduttore e abate francese (n. 1682)
- 1772 - Jean-Joseph de Mondonville, compositore e musicista francese (n. 1711)
- 1774 - Philippe Caffieri, scultore francese (n. 1714)
- 1785 - Friedrich Christian Baumeister, filosofo tedesco (n. 1709)
- 1792 - Pietro Antonio Crevenna, bibliografo italiano (n. 1735)
- 1793 - Joseph-Marie Amiot, missionario francese (n. 1718)
- 1793 - John Hancock, politico statunitense (n. 1737)

## XIX secolo(58)
- 1802 - Emmanuele Vitale, patriota, militare e notaio maltese (n. 1758)
- 1803 - Vittorio Alfieri, drammaturgo, poeta e scrittore italiano (n. 1749)
- 1805 - Federico Augusto di Brunswick-Wolfenbüttel-Oels, generale prussiano (n. 1740)
- 1808 - Guglielmina d'Assia-Kassel, nobile (n. 1726)
- 1814 - Adalbert von Harstall, vescovo cattolico e abate tedesco (n. 1737)
- 1820 - Henri Christophe, militare e politico haitiano (n. 1767)
- 1821 - Juan O'Donojú, politico e militare spagnolo (n. 1762)
- 1826 - Marie-Guillemine Benoist, pittrice francese (n. 1768)
- 1829 - Luigi Gardellini, presbitero italiano (n. 1759)
- 1829 - Andrea Valiante, militare e rivoluzionario italiano (n. 1761)
- 1830 - Johann Gottfried Ebel, scrittore e geologo svizzero (n. 1764)
- 1833 - Jacob Rosted, educatore e editore norvegese (n. 1750)
- 1834 - François-Adrien Boieldieu, compositore francese (n. 1775)
- 1838 - Prosper Garnot, medico e naturalista francese (n. 1794)
- 1840 - Federico III Fagnani, V marchese di Gerenzano, nobile, scrittore e politico italiano (n. 1775)
- 1840 - Franz Marziani von Sacile, militare austriaco (n. 1763)
- 1840 - John Pratt, I marchese di Camden, nobile e politico inglese (n. 1759)
- 1842 - Christoph Ernst Friedrich Weyse, compositore e organista danese (n. 1774)
- 1845 - Matteo de Augustinis, avvocato e economista italiano (n. 1799)
- 1847 - Angela Veronese, poetessa italiana (n. 1778)
- 1850 - Giuseppe Cammarano, pittore italiano (n. 1766)
- 1851 - Nicola Cirino, giurista e poeta italiano (n. 1802)
- 1852 - Venerando Pulizzi, militare e direttore di banda italiano (n. 1792)
- 1853 - Antonio Luigi Del Buttero, intagliatore e pittore italiano (n. 1765)
- 1854 - Giacinto Visocchi, letterato, patriota e politico italiano (n. 1819)
- 1855 - Samuel Dickinson Hubbard, politico statunitense (n. 1799)
- 1856 - Théodore Chassériau, pittore francese (n. 1819)
- 1857 - Maria Augusta di Sassonia, principessa sassone (n. 1827)
- 1858 - Giacomo Castrucci, archeologo italiano (n. 1794)
- 1863 - Richard Whately, arcivescovo anglicano, logico e teologo britannico (n. 1787)
- 1865 - Heinrich Wilhelm Ernst, violinista e compositore ceco (n. 1814)
- 1867 - Michele Giuliani, chitarrista, compositore e insegnante italiano (n. 1801)
- 1867 - Mohammad Afzal Khan, emiro afghano (n. 1815)
- 1867 - Giovanni Martinengo di Villagana, politico italiano (n. 1807)
- 1869 - Franklin Pierce, politico e militare statunitense (n. 1804)
- 1870 - Félix Duban, architetto francese (n. 1798)
- 1871 - Gaetano Besia, architetto italiano (n. 1791)
- 1871 - Cesare Castiglioni, medico italiano (n. 1806)
- 1871 - Félix Lambrecht, politico e imprenditore francese (n. 1819)
- 1871 - Károly Zay, nobile e politico ungherese (n. 1797)
- 1872 - Francesco Puccinotti, letterato, filosofo e medico italiano (n. 1794)
- 1873 - Francesco Ansidei, scacchista italiano (n. 1804)
- 1873 - Georg von Frauenfeld, naturalista austriaco (n. 1807)
- 1875 - Ignazio Porro, inventore, ottico e topografo italiano (n. 1801)
- 1877 - Tommaso Rinaldi, orafo italiano (n. 1814)
- 1879 - Miguel Grau Seminario, militare peruviano (n. 1834)
- 1885 - Émile Perrin, direttore teatrale e pittore francese (n. 1814)
- 1886 - José Casado del Alisal, pittore spagnolo (n. 1830)
- 1888 - Jules d'Anethan, politico belga (n. 1803)
- 1888 - Giannina Milli, scrittrice, poetessa e educatrice italiana (n. 1825)
- 1889 - Johann Jakob von Tschudi, naturalista e esploratore svizzero (n. 1818)
- 1893 - Aleksej Nikolaevič Pleščeev, scrittore russo (n. 1825)
- 1894 - Michael Joseph Rossbach, farmacologo tedesco (n. 1842)
- 1895 - Félix Hippolyte Larrey, medico e militare francese (n. 1808)
- 1895 - Myeongseong di Corea, regina coreana (n. 1851)
- 1896 - George du Maurier, illustratore e scrittore inglese (n. 1834)
- 1898 - Luigi Pissavini, politico, avvocato e prefetto italiano (n. 1817)
- 1898 - Maria di Sassonia-Altenburg, tedesca (n. 1854)

## XX secolo(238)
- 1902 - Giulio Tasca, patriota e filantropo italiano (n. 1836)
- 1903 - Giovanni Diana, politico italiano (n. 1823)
- 1904 - Graziano Tubi, politico e imprenditore italiano (n. 1825)
- 1904 - Clemens Winkler, chimico tedesco (n. 1838)
- 1907 - Alfredo del Liechtenstein, politico austriaco (n. 1842)
- 1909 - Naftali Herz Imber, poeta ucraino (n. 1856)
- 1910 - Giovanni Antonio Luigi Carrara Colfosco, ingegnere italiano
- 1910 - François-Xavier Gillot, micologo e botanico francese (n. 1842)
- 1910 - Maria Konopnicka, poetessa, scrittrice e saggista polacca (n. 1842)
- 1913 - David G. Baird, scacchista statunitense (n. 1854)
- 1913 - George William Palmer, imprenditore e politico inglese (n. 1851)
- 1914 - Giovanni Baccelli, magistrato e politico italiano (n. 1833)
- 1914 - Adelaide Crapsey, poetessa statunitense (n. 1878)
- 1914 - Dimitrie Sturdza-Miclăușanu, politico rumeno (n. 1833)
- 1915 - Achille d'Albore, pittore italiano (n. 1882)
- 1916 - Lionello Caffaratti, militare e aviatore italiano (n. 1892)
- 1917 - Domenico Bonaccorsi di Casalotto, politico italiano (n. 1828)
- 1917 - Janez Evangelist Krek, politico, presbitero e teologo jugoslavo (n. 1865)
- 1918 - Károly Aggházy, pianista e compositore ungherese (n. 1855)
- 1918 - Saturnino Herrán, pittore messicano (n. 1887)
- 1919 - Giorgio Cigliana, generale italiano (n. 1857)
- 1919 - Alfred Paget, attore britannico (n. 1879)
- 1923 - Bartolomeo Bezzi, pittore italiano (n. 1851)
- 1923 - Beatrice DeMille, sceneggiatrice inglese (n. 1853)
- 1923 - Florence Montgomery, scrittrice britannica (n. 1843)
- 1923 - Paolo Zunino, avvocato e politico italiano (n. 1848)
- 1924 - James Britten, botanico inglese (n. 1846)
- 1924 - Mario Cermenati, naturalista e politico italiano (n. 1868)
- 1924 - Louise Rayner, pittrice britannica (n. 1832)
- 1925 - Vincenzo Peruggia, decoratore italiano (n. 1881)
- 1927 - Ricardo Güiraldes, scrittore e poeta argentino (n. 1886)
- 1927 - Arnold Kirke-Smith, calciatore inglese (n. 1850)
- 1927 - Mary Webb, scrittrice britannica (n. 1881)
- 1927 - Maria Teresa d'Asburgo-Teschen, nobildonna austriaca (n. 1845)
- 1928 - Larry Semon, attore, regista e produttore cinematografico statunitense (n. 1889)
- 1928 - Ivan Ivanovič Skvorcov-Stepanov, politico, storico e economista russo (n. 1870)
- 1928 - Alf Underwood, calciatore inglese (n. 1869)
- 1929 - Max Lehmann, educatore e storico tedesco (n. 1845)
- 1929 - Jacek Malczewski, pittore polacco (n. 1854)
- 1930 - Emile Van Belle, ciclista su strada belga (n. 1903)
- 1931 - Tullio Garbari, pittore italiano (n. 1892)
- 1933 - Morris Hillquit, avvocato e politico statunitense (n. 1869)
- 1933 - Giuseppe Piasentin, calciatore italiano (n. 1903)
- 1933 - Guido D'Ippolito, pilota automobilistico italiano (n. 1894)
- 1934 - Ignaz Rieder, arcivescovo cattolico austriaco (n. 1858)
- 1935 - Hans Tropsch, chimico ceco (n. 1889)
- 1936 - Ahmed Tevfik Pascià, politico ottomano (n. 1845)
- 1936 - Cheiro, astrologo, esoterista e scrittore britannico (n. 1866)
- 1936 - Hugo Hardy, tennista tedesco (n. 1877)
- 1936 - Joseph Hazelton, attore statunitense (n. 1853)
- 1936 - Premchand, scrittore indiano (n. 1880)
- 1937 - Sergej Klyčkov, poeta, romanziere e traduttore russo (n. 1889)
- 1937 - Melchior Lechter, artista e illustratore tedesco (n. 1865)
- 1938 - Hnat Chotkevyč, scrittore, etnografo e compositore ucraino (n. 1877)
- 1938 - George W. Lederer, regista, produttore cinematografico e attore statunitense (n. 1862)
- 1938 - James O'Neill, attore statunitense (n. 1863)
- 1938 - Lorenzo Prola, militare italiano (n. 1912)
- 1938 - Karl Sudhoff, storico tedesco (n. 1853)
- 1939 - Jacques Le Lavasseur, velista francese (n. 1861)
- 1939 - Casemiro do Amaral, calciatore brasiliano (n. 1892)
- 1940 - Jacob Robert Emden, astrofisico, matematico e meteorologo svizzero (n. 1862)
- 1941 - Gus Kahn, paroliere tedesco (n. 1886)
- 1941 - Lorenzo Lauri, cardinale e arcivescovo cattolico italiano (n. 1864)
- 1941 - Win Smith, disegnatore e fumettista statunitense (n. 1888)
- 1942 - Wilhelm Crönert, filologo classico e papirologo tedesco (n. 1874)
- 1942 - Julien Depuychaffray, lottatore francese (n. 1907)
- 1942 - Arturo Donaggio, psichiatra italiano (n. 1868)
- 1942 - Alberto Fassini, imprenditore, politico e produttore cinematografico italiano (n. 1875)
- 1942 - Sergej Alekseevič Čaplygin, fisico, matematico e ingegnere sovietico (n. 1869)
- 1943 - Michel Fingesten, pittore e incisore ceco (n. 1884)
- 1943 - Marianne Golz, cantante lirica e attrice austriaca (n. 1895)
- 1943 - Hans Philipp, militare e aviatore tedesco (n. 1917)
- 1943 - Gustave de Smet, pittore belga (n. 1877)
- 1944 - Oszkár Gerde, schermidore ungherese (n. 1883)
- 1944 - Sergio Panunzio, giurista, politologo e filosofo italiano (n. 1886)
- 1944 - Gerolamo Spezia, partigiano e antifascista italiano (n. 1925)
- 1944 - Wendell Willkie, politico statunitense (n. 1892)
- 1944 - Jean de Suarez d'Aulan, bobbista francese (n. 1900)
- 1945 - Francesco Giovanelli, velista italiano (n. 1871)
- 1945 - Attilio Piccirilli, scultore italiano (n. 1866)
- 1945 - Felix Salten, scrittore ungherese (n. 1869)
- 1946 - Wilhelm Bahr, militare tedesco (n. 1907)
- 1946 - Agustín Parrado y García, cardinale e arcivescovo cattolico spagnolo (n. 1872)
- 1946 - Max Pauly, ufficiale tedesco (n. 1907)
- 1946 - John St. Polis, attore statunitense (n. 1873)
- 1946 - Anton Thumann, militare tedesco (n. 1912)
- 1946 - Kanae Yamamoto, pittore e incisore giapponese (n. 1882)
- 1948 - Piet Salomons, pallanuotista olandese (n. 1924)
- 1949 - Giuseppe Buonocore, politico italiano (n. 1876)
- 1949 - Leonor Michaelis, biochimico e medico tedesco (n. 1875)
- 1949 - Hendrik Cornelis Siebers, ornitologo olandese (n. 1890)
- 1949 - Edith Oenone Somerville, scrittrice e artista irlandese (n. 1858)
- 1950 - Gustavino, illustratore italiano (n. 1881)
- 1951 - Louis Auguste-Dormeuil, velista francese (n. 1868)
- 1951 - José Joaquín Casas Castañeda, politico colombiano (n. 1866)
- 1951 - Gaston Peltier, calciatore francese (n. 1877)
- 1952 - Arturo Rawson Corvalan, generale e politico argentino (n. 1885)
- 1953 - Nigel Bruce, attore britannico (n. 1895)
- 1953 - Kathleen Ferrier, contralto inglese (n. 1912)
- 1953 - Chōjun Miyagi, karateka e maestro di karate giapponese (n. 1888)
- 1954 - William Dod, arciere britannico (n. 1867)
- 1954 - Dimitrie Pompeiu, matematico e politico romeno (n. 1874)
- 1956 - James Nelson, calciatore scozzese (n. 1901)
- 1957 - Ali Ammar, rivoluzionario algerino (n. 1930)
- 1957 - Francesco Caroleo, avvocato e politico italiano (n. 1891)
- 1957 - Bob Fowler, maratoneta statunitense (n. 1882)
- 1957 - Omar Yacef, rivoluzionario algerino (n. 1944)
- 1958 - Frank Kramer, pistard statunitense (n. 1880)
- 1959 - Guillermo Riveros, calciatore cileno (n. 1906)
- 1960 - Andrea Campana, allenatore di calcio e calciatore italiano (n. 1916)
- 1960 - Henry Lamb, pittore inglese (n. 1883)
- 1960 - Fëdor Selin, calciatore sovietico (n. 1899)
- 1961 - Giorgio Anselmi, funzionario e politico italiano (n. 1873)
- 1961 - Mona Goya, attrice e regista messicana (n. 1909)
- 1961 - Hussein Hegazi, calciatore egiziano (n. 1891)
- 1961 - John D. Hertz, imprenditore e filantropo statunitense (n. 1879)
- 1961 - Felix Hüttl, calciatore austriaco (n. 1884)
- 1962 - Lidio Cipriani, antropologo, etnografo e esploratore italiano (n. 1892)
- 1962 - Solomon Linda, musicista, compositore e cantautore sudafricano (n. 1909)
- 1962 - Felice Platone, politico, partigiano e avvocato italiano (n. 1896)
- 1963 - Grace Darmond, attrice canadese (n. 1898)
- 1963 - Gioacchino Di Leo, arcivescovo cattolico italiano (n. 1887)
- 1963 - Alamiro Giampieri, compositore, clarinettista e direttore d'orchestra italiano (n. 1893)
- 1963 - Julija Aleksandrovna Smol'skaja, nobildonna russa (n. 1888)
- 1963 - Remedios Varo, pittrice spagnola (n. 1908)
- 1965 - Gilbert Colgate, Jr., bobbista statunitense (n. 1899)
- 1965 - Nino Lolli, calciatore e politico italiano (n. 1905)
- 1965 - Helen Wainwright, tuffatrice e nuotatrice statunitense (n. 1906)
- 1966 - Célestin Freinet, pedagogista e educatore francese (n. 1896)
- 1966 - Attilio Grattarola, generale italiano (n. 1882)
- 1967 - Clement Attlee, politico e militare britannico (n. 1883)
- 1967 - Philip Hicks, militare britannico (n. 1895)
- 1968 - Frank Skinner, compositore statunitense (n. 1897)
- 1969 - Luigi Ceriani, imprenditore e scacchista italiano (n. 1894)
- 1969 - Eduardo Ciannelli, attore e baritono italiano (n. 1888)
- 1970 - Lucien Goldmann, docente e sociologo rumeno (n. 1913)
- 1971 - Nigel Barrie, attore britannico (n. 1889)
- 1971 - Felix Manthey, ciclista su strada tedesco (n. 1898)
- 1971 - Jan Posteiner, calciatore ungherese (n. 1897)
- 1971 - Harry Steel, lottatore statunitense (n. 1899)
- 1971 - Ramón Villeda Morales, politico honduregno (n. 1908)
- 1972 - Prescott Bush, politico e banchiere statunitense (n. 1895)
- 1972 - José Maria Cuenco, arcivescovo cattolico filippino (n. 1885)
- 1972 - Alexander Ramsay, ammiraglio britannico (n. 1881)
- 1972 - Miroslav Široký, calciatore boemo (n. 1885)
- 1973 - Otto Brendel, archeologo e etruscologo tedesco (n. 1901)
- 1973 - Evan Tom Davies, matematico gallese (n. 1904)
- 1973 - Tom Malloy, direttore della fotografia, montatore e sceneggiatore statunitense (n. 1897)
- 1973 - Gabriel Marcel, filosofo, scrittore e drammaturgo francese (n. 1889)
- 1974 - Baccio Maria Bacci, pittore italiano (n. 1888)
- 1974 - Gabriele Bianchi, compositore italiano (n. 1901)
- 1974 - Harry Carney, sassofonista e clarinettista statunitense (n. 1910)
- 1974 - Paul Gray Hoffman, imprenditore statunitense (n. 1891)
- 1974 - Maria Nallino, arabista italiana (n. 1908)
- 1975 - Walter Felsenstein, attore e regista teatrale austriaco (n. 1901)
- 1977 - Karen Brunés, scrittrice danese (n. 1893)
- 1977 - Raoul Zaccari, politico italiano (n. 1916)
- 1977 - Uno Ahren, architetto e urbanista svedese (n. 1897)
- 1978 - Walter Corsanini, calciatore italiano (n. 1911)
- 1978 - Amerigo Manzini, giornalista, commediografo e attore italiano (n. 1883)
- 1978 - Karl Swenson, attore statunitense (n. 1908)
- 1979 - Emmaline Henry, attrice statunitense (n. 1928)
- 1979 - David Izenzon, contrabbassista statunitense (n. 1932)
- 1979 - Antonio Musu, regista, produttore cinematografico e sceneggiatore italiano (n. 1916)
- 1980 - John Dollard, psicologo e sociologo statunitense (n. 1900)
- 1980 - Mario Guizzardi, imprenditore e calciatore italiano (n. 1906)
- 1980 - Maria Holst, attrice austriaca (n. 1917)
- 1980 - Maurice Martenot, inventore francese (n. 1898)
- 1980 - Ferenc Weinhardt, calciatore ungherese (n. 1903)
- 1981 - Armando Bó, attore cinematografico, produttore cinematografico e regista cinematografico argentino (n. 1914)
- 1981 - Gianni Crosio, attore italiano (n. 1902)
- 1981 - Heinz Kohut, medico